# Roger Bruce Chaffee
Roger Bruce Chaffee (15. února 1935 Grand Rapids, Michigan – 27. ledna 1967 Cape Canaveral, Florida) byl americký vojenský letec a astronaut, který tragicky zahynul na Zemi při požáru na palubě Apolla 1.

## Život

### Mládí a výcvik
Po absolvování základní a střední školy pokračoval ve studiích leteckého inženýrství na Illinoiské vysoké škole technické a Purdueově univerzitě, kterou úspěšně zakončil v roce 1957. Pak následovalo několik let služby v armádě na námořní letecké základně v Jacksonville. V roce 1962 začal studovat na Vysoké škole technické vojenského letectva na základně Wright-Patterson. Studium předčasně ukončil v roce 1963, protože byl v říjnu 1963 přijat do výcvikového střediska amerických astronautů. Byl vybrán pro posádku Apollo 1. Byl ženatý a měl dvě děti – Sheryl a Stephena.

### Tragédie Apolla 1
Jeho prvním letem do vesmíru měl být let AS 204, dnes známý pod označením Apollo 1. Měl v něm zastávat funkci pilota lunárního modulu. Během simulovaného odpočítávání na startovací rampě č.34 základny na Mysu Canaveral vypukl dne 27. ledna 1967 v kabině Apolla 1 požár, při němž spolu s ostatními dvěma astronauty, Virgilem Ivanem Grissomem a Edwardem Whitem zahynul.
Stejně jako Virgil Ivan Grissom je pohřben na Arlingtonském národním hřbitově.

## Ocenění, pocty
- Byl po něm pojmenován kráter Chaffee na odvrácené straně Měsíce
- Jeho jméno nese jeden z vrcholů pohoří Apollo 1 Hills na Marsu (Chaffee Hill)